# Fidolinis
Els fidolinis (Pheidolini) són una antiga tribu de formigues de la subfamília dels mirmicinins (Myrmicinae), avui considerada un sinònim de la tribu Attini. Messor barbarus n'éra un membre molt comú al Països Catalans.

## Taxonomia
La tribu Pheidolini estava formada pels següents gèneres, avui ubicats a la tribu Attini:
- Aphaenogaster
- Chimaeridris
- Goniomma
- Huberia
- Kartidris
- Lonchomyrmex
- Lophomyrmex
- Messor
- Ocymyrmex
- Oxyopomyrmex
- Paraphaenogaster
- Pheidole